# Джиньезе
Джиньезе (итал. Gignese) — коммуна в Италии, располагается в регионе Пьемонт, в провинции Вербано-Кузьо-Оссола.
Население составляет 784 человека (2008 г.), плотность населения составляет 56 чел./км². Занимает площадь 14 км². Почтовый индекс — 28040. Телефонный код — 0323.
Покровителем коммуны почитается святой Маврикий, празднование 15 января.

## Демография
Динамика населения:

## Администрация коммуны
- Официальный сайт: http://www.comune.gignese.vb.it/